# Jerry Hairston, Jr.
Jerry Hairston, Jr. (29 de maio de 1976) é um jogador profissional de beisebol estadunidense.

## Carreira
Jerry Hairston, Jr. foi campeão da World Series 2009 jogando pelo New York Yankees.